# Eric Hutchinson
Eric Hutchinson (Washington, 8 settembre 1980) è un cantautore e chitarrista statunitense.
Attualmente abitante a New York, Hutchinson suona in concerti negli USA e in Canada; è stato in tour con Joe Jackson e G. Love.

## Biografia
Cresciuto a Takoma Park, Maryland, ha frequentato il Montgomery Blair High School, poi l'Emerson College a Boston dove ha vissuto quattro anni prima di spostarsi a Los Angeles. Hutchinson ha iniziato a suonare la chitarra acustica nel 1995, poi aggiunse il pianoforte al suo repertorio. Alla chitarra egli suona con esuberanza, spesso percuotendo con slap le corde. Egli dice "avrei dovuto prendere più lezioni di chitarra" ma era sempre "più interessato a suonare e cantare canzoni che conosceva che a studiare". Dal febbraio 2007 risiede a New York.

## Critica
Hutchinson è stato molto acclamato per la sua abilità come pianista, cantautore e concertista. È stato chiamato "uno dei cantautori più talentuosi che Boston può offrire", con paragoni con Pete Francis, Jason Mraz, Stevie Wonder, Ben Folds, Cat Stevens, Ryan Montbleau, Billy Joel, Squeeze, Neil Finn, e anche i Beatles. Il giornalista James Campion definisce Hutchinson "un talento maggiore con una punta di presunzione" e "una certezza".

## Stile
La musica di Hutchinson spazia dal rock al folk pop al powerpop. È stata definita "pop intelligente" con "testi accuratamente scelti, pieni di sarcasmo e intelligenza."
Hutchinson cita come sue influenze Stevie Wonder, The Beatles, Michael Jackson, Elvis Costello, Paul Simon, Prince, Billy Joel, Ben Folds Five e G. Love & Special Sauce.

## Album
- 2003 - That Could've Gone Better
- 2006 - Before I Sold Out
- 2007 - Sounds Like This